# Толстой, Никита Алексеевич
Ники́та Алексе́евич Толсто́й (27 февраля (12 марта) 1917, Москва, Российская империя — 19 октября 1994, Санкт-Петербург, Россия) — советский и российский физик, профессор, общественный и политический деятель.
Сын писателя Алексея Николаевича Толстого (1883—1945), который посвятил ему повесть «Детство Никиты», и Натальи Васильевны Крандиевской (1888—1963).

## Биография
Родился 27 февраля (12 марта) 1917 года в Москве. Братья — физикохимик Фёдор Фёдорович Волькенштейн (единоутробный) и композитор Дмитрий Алексеевич Толстой. Единокровная сестра — химик Марианна Алексеевна Толстая (1911—1988).
Умер 19 октября 1994 года. Похоронен на Литераторских мостках рядом со своим тестем, поэтом М. Л. Лозинским.

### Научная деятельность
Окончил физический факультет (1939) и аспирантуру ЛГУ имени А. А. Жданова (1941). Препаратор Ленинградского энергофизического института (1932), ассистент ЛГУ (1941—1942). Участник Великой Отечественной войны (1942—1945): с мая 1942 года проходил военную службу в 18-й запасной бригаде, а затем до 13 октября 1944 года — в Ленинградской Военно-воздушной академии Красной Армии, в августе 1941 года эвакуированной из Ленинграда в Йошкар-Олу).
Учился в докторантуре ФИАН имени П. Н. Лебедева (научный руководитель — академик АН СССР С. И. Вавилов), откуда был прикомандирован в ГОИ имени С. И. Вавилова (1945—1948), старший научный сотрудник лаборатории С. И. Вавилова в ГОИ (с 1948).
Работал в ЛИТМО (по совместительству): старший преподаватель (1951), доцент (1951—1954) кафедры физики, заведующий кафедрой физики (1951—1954). Профессор. Доктор физико-математических наук. C 1962 года работал в должности профессора на кафедре общей физики № 1 физического факультета ЛГУ.
Был одним из основателей научно-педагогической школы в области магнитооптических явлений и квантовой оптики. Соавтор одного из открытий, сделанных на физическом факультете ЛГУ/СПбГУ — «Явление образования макроскопического поверхностного постоянного электрического дипольного момента у частиц, диспергированных в полярных жидкостях» (диплом № 358, 1988 г., соавторы А. А. Спартаков, А. А. Трусов, Г. И. Хилько).
По воспоминаниям коллег и выпускников, был одним из лучших лекторов на физическом факультете.

### Общественная и политическая деятельность
В 1990—1993 годах — народный депутат РСФСР; был избран при поддержке блока «Демократические выборы-90».
Один из основателей и первый президент Всемирного клуба петербуржцев.

## Семья
Жена — Наталья Михайловна Лозинская (1915—2007), дочь Михаила Леонидовича Лозинского. У них было семеро детей, в том числе:
- Толстая, Екатерина Никитична (1939—2005) — художник, биолог по образованию.
- Толстой, Михаил Никитич (р. 1940) — физик, политический и общественный деятель.
- Толстая, Наталия Никитична (1943—2010) — писательница, преподаватель шведского языка при кафедре скандинавской филологии факультета филологии и искусств СПбГУ.
- Толстая, Татьяна Никитична (р. 1951) — писательница, публицист и телеведущая, мать Артемия Лебедева.
- Толстой, Иван Никитич (р. 1958) — филолог, историк эмиграции, специализируется на периоде холодной войны; обозреватель Радио «Свобода», с 2011 ведет программу на телеканале «Культура».

## Награды и премии
- Сталинская премия третьей степени (1949) совместно с П. П. Феофиловым — за создание прибора для изучения быстропротекающих физических процессов.

## Адреса в Санкт-Петербурге

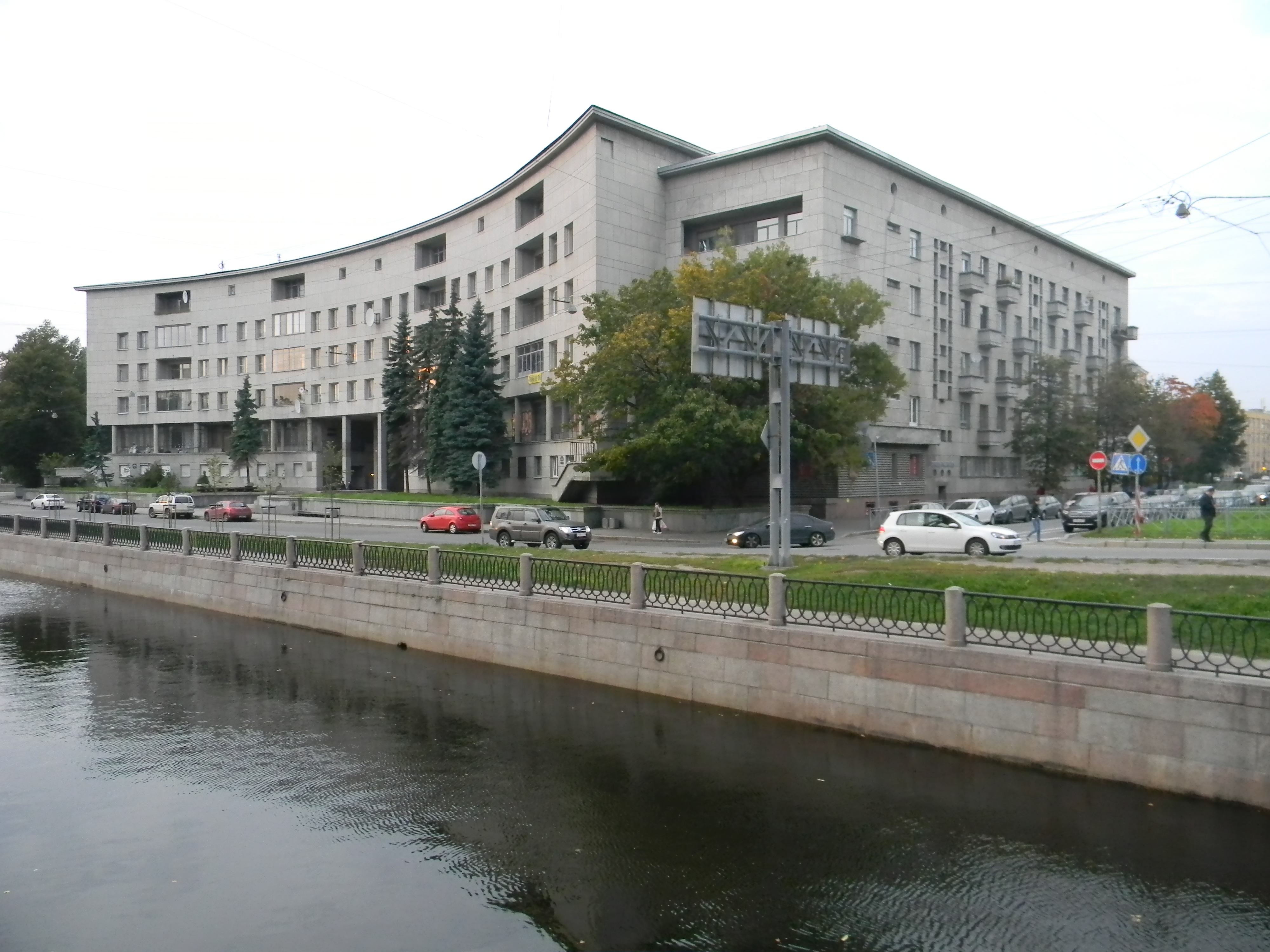
Первый жилой дом Ленсовета на набережной реки Карповки

- наб. р. Карповки, д. 13[10] — Первый жилой дом Ленсовета на Карповке.